# Paul Wesley
Paul Wesley, nome artístico de Paweł Tomasz Wasilewski (New Brunswick, 23 de julho de 1982), é um ator, diretor e produtor polonês-americano. Ele é mais conhecido por interpretar Stefan Salvatore na série The Vampire Diaries (2009-2017).

## Biografia

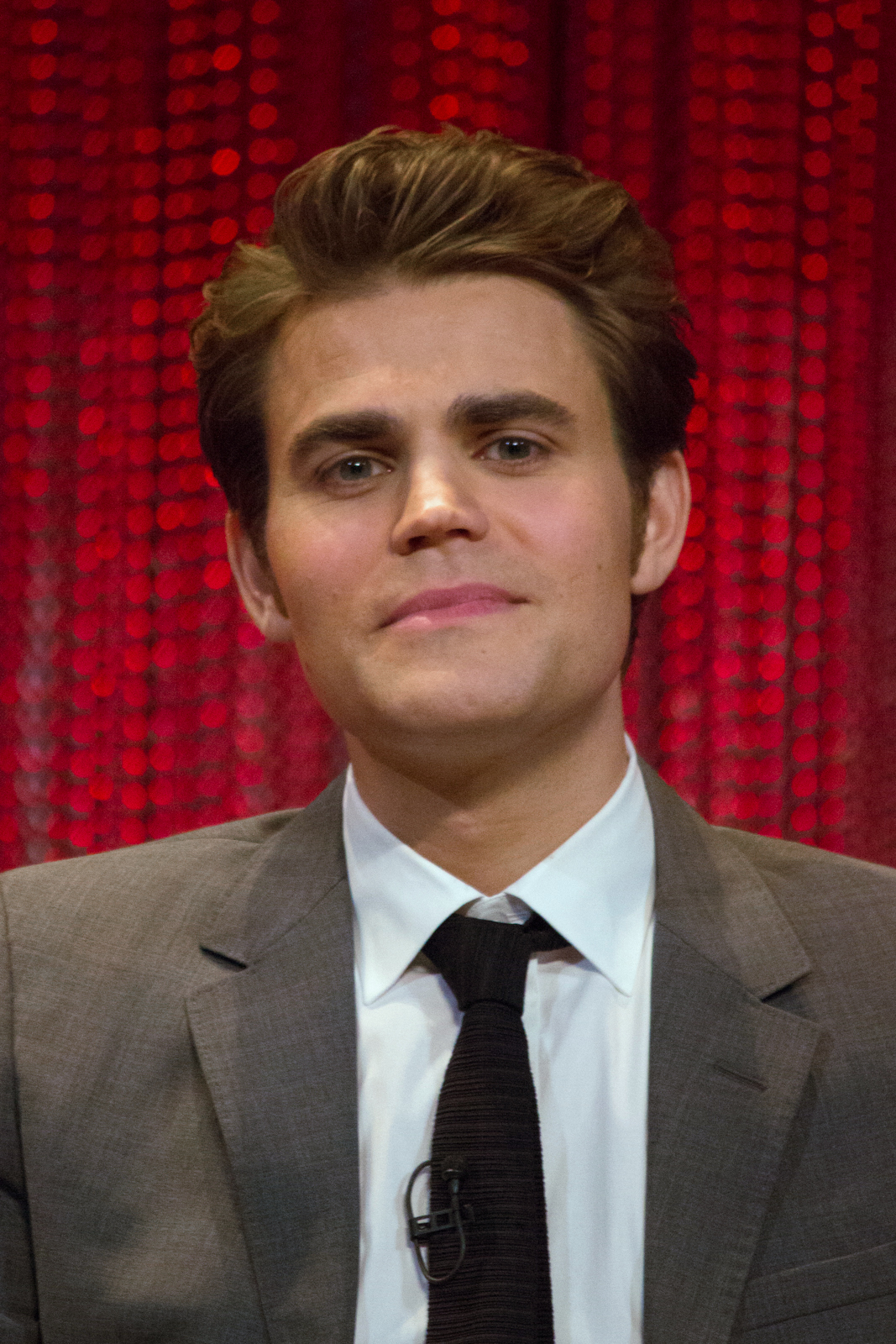
Paul Wesley no PaleyFest em 2014

Paul Wesley nasceu em New Brunswick, Nova Jérsei, mas cresceu em Marlboro Township no Condado de Monmouth. Filho de pai e mãe ambos poloneses que se chamam Tomasz e Agnieszka Wasilewski. Ele tem uma irmã mais velha, Monika, e duas irmãs mais novas, Julia e Leah. Além de falar inglês, também é fluente em polonês por passar quatro meses a cada ano na Polónia, até os seus 16 anos de idade.
Enquanto Paul frequentava a escola, fez um tempo de teatro, que despertou seu interesse. Estudou na "Christian Brothers Academy" em Lincroft, Nova Jérsei, e na "Marlboro High School", em Marlboro Township, Condado de Monmouth por um período durante os anos do ensino médio.

## Carreira
Durante seu primeiro ano na escola, ele estava no elenco da novela Guiding Light como Max Nickerson. Ele foi transferido  de Malboro para "Lakewood Prep School", em Howell, porque a escola conseguia acomodar sua agenda de atuação. Lá graduou-se no ano de 2000 e, em seguida, começou a faculdade na Universidade Rutgers, que com o apoio dos pais ele abandonou depois do primeiro semestre, quando surgiram mais papéis e ele percebeu que poderia construir uma carreira artística.
Paul estreou na televisão em 1999, com participações nas soap operas Another World e Guiding Light. A partir de então passou a ser relativamente conhecido por papéis em diferentes séries de renome no âmbito estadunidense e internacional, como Smallville, Cold Case, The O.C. e American Dreams. Em 2003, teve um papel recorrente na segunda temporada de Everwood, cuja crítica positiva lhe garantiu o papel de protagonista na minissérie Fallen, surpreendendo pela boa audiência conseguida como um ator pouco conhecido.

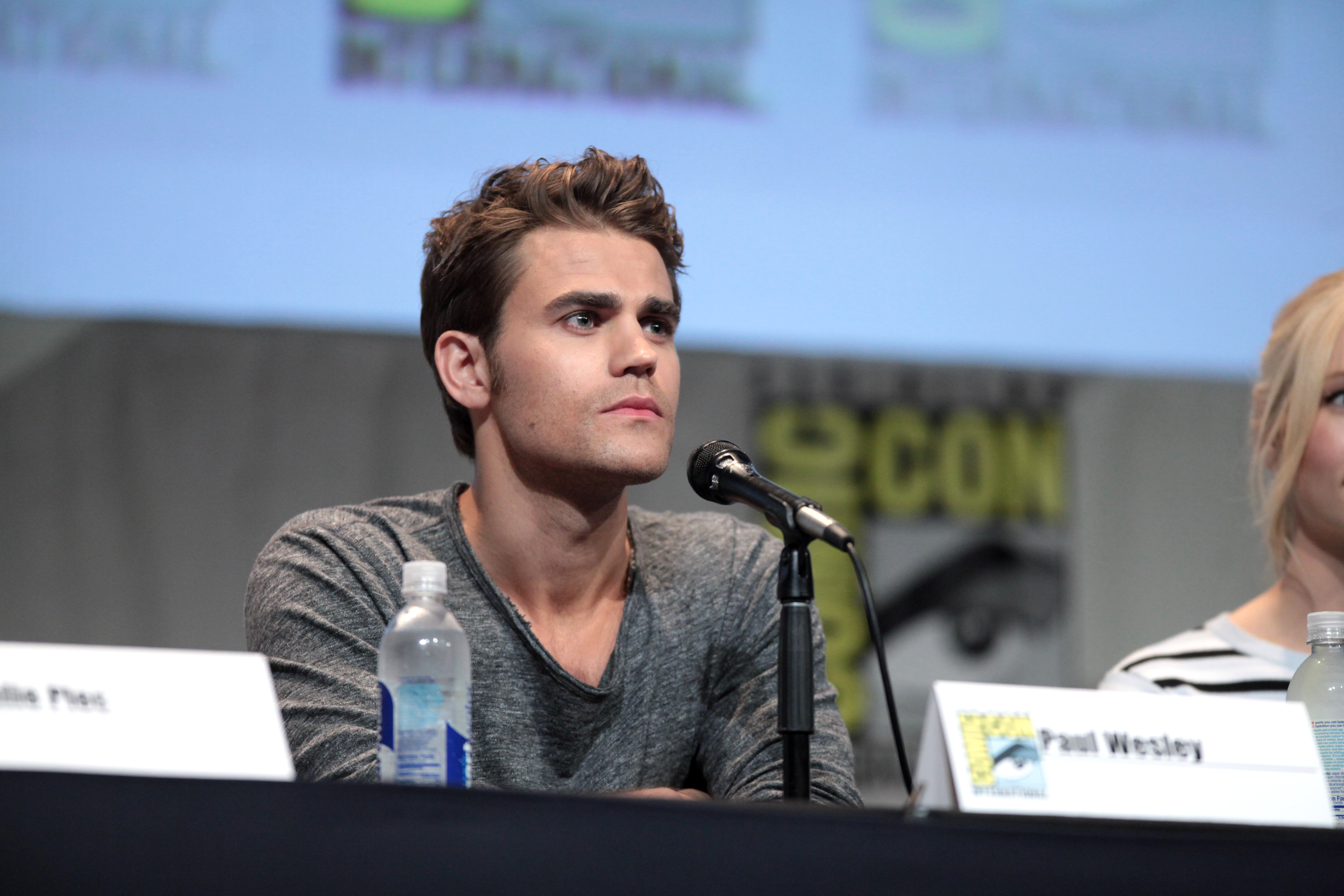

Em 2005, ele começou a ser creditado como Paul Wesley. Quando questionado sobre o motivo de mudar seu nome profissional para Paul Wesley, ele respondeu: "O meu nome de nascimento é muito difícil de pronunciar! Eu pedi permissão à minha família para mudá-lo, e isto realmente ajudou minha carreira."
Com tudo isto, Paul seguiu sua inclusão no cinema, com papéis secundários em Roll Bounce, Cloud 9 e Peaceful Warrior. No ano de 2008, atuou no telefilme The Russel Girl e no filme Killer Movie, onde conheceu sua ex-esposa Torrey DeVitto.
Foi um dos protagonistas da série The Vampire Diaries, produzida pela The CW e baseada na saga de livros da escritora Lisa Jane Smith. Na série ele interpreta o vampiro Stefan Salvatore, o irmão mais novo de Damon Salvatore (interpretado por Ian Somerhalder), ambos desejam a jovem humana Elena Gilbert (interpretada por Nina Dobrev). A série acabou em 2017 na sua 8° temporada.
Recentemente foi anunciado como Kevin em Mother's Day. Ele também foi escalado para estrelar e produzir o filme Convergence.
Em 2018 estreia como o protagonista Eddie na série Tell Me A Story.

## Vida pessoal
Paul começou a namorar a atriz Torrey Devitto em 2007, após se conhecerem em Killer Movie. Em abril de 2011, casaram-se numa cerimônia privada em Nova Iorque. Em julho de 2013, foi relatado que eles tinham pedido o divórcio. O divórcio foi finalizado em dezembro de 2013. Paul morava em Atlanta, Georgia, mas enquanto filmava The Vampire Diaries passava o resto do tempo com a esposa em Los Angeles, Califórnia. Ele reformou sua residência de Los Angeles depois do divórcio, e vive lá quando está na cidade.
Em 2012, Paul conheceu a atriz Phoebe Tonkin nos bastidores da quarta temporada de The Vampire Diaries, o casal ficou juntos por quatro anos.
Em fevereiro de 2019, Paul se casou com Ines de Ramon.

## Filmografia
| Ano       | Título                        | Papel                                | Notas                                                     |           |
| Televisão | Televisão                     | Televisão                            | Televisão                                                 | Televisão |
| --------- | ----------------------------- | ------------------------------------ | --------------------------------------------------------- | --------- |
| 2018      | Tell Me a Story               | Eddie Longo / Tucker Reed            | Protagonista                                              |           |
| 2016      | The Originals                 | Stefan Salvatore                     | Temporada 3, Episódio 14                                  |           |
| 2009–2017 | The Vampire Diaries           | Stefan Salvatore / Silas / Tom Avery | Protagonista                                              |           |
| 2009–2010 | 24 Horas                      | Stephen                              | Temporada 7, Episódios 19 e 22 Temporada 8, Episódios 1–2 |           |
| 2008–2009 | Army Wives                    | PFC Logan Atwater                    | Temporada 2, Episódios 16–19 Temporada 3, Episódio 1      |           |
| 2008      | Cold Case                     | Petey Murphy '08                     | Temporada 5, Episódio 16                                  |           |
| 2007      | Shark                         | Justin Bishop                        | Temporada 2, Episódio 11                                  |           |
| 2007      | Cane                          | Nick                                 | Episódios 4, 5 e 7                                        |           |
| 2007      | Fallen                        | Aaron Corbett                        | Protagonista                                              |           |
| 2006      | Crossing Jordan               | Quentin Baker                        | Temporada 5, Episódio 18                                  |           |
| 2005      | CSI: NY                       | Steve Samprass                       | Temporada 2, Episódio 2                                   |           |
| 2004      | CSI: Miami                    | Jack Warner Bradford                 | Temporada 3, Episódio 5                                   |           |
| 2003–2004 | Everwood                      | Tommy Callahan                       | Temporada 2, Episódios 9–17                               |           |
| 2003–2004 | 8 Simple Rules                | Damian                               | Temporada 2, Episódios 1 e 15                             |           |
| 2003      | The O.C.                      | Donnie                               | Temporada 1, Episódio 5                                   |           |
| 2003      | Smallville                    | Lucas Luthor                         | Temporada 2, Episódio 15                                  |           |
| 2002–2005 | American Dreams               | Tommy DeFelice                       | 11 episódios                                              |           |
| 2002      | Law & Order: CI               | Luke Miller                          | Temporada 2, Episódio 6                                   |           |
| 2002      | The Education of Max Bickford | Craig                                | Episódio 21                                               |           |
| 2001–2002 | Wolf Lake                     | Luke Cates                           | Elenco Principal                                          |           |
| 2000–2005 | Law & Order: SVU              | Danny Burrell Luke Breslin           | Temporada 2, Episódio 1 Temporada 7, Episódio 4           |           |
| 1999–2000 | Guiding Light                 | Max Nickerson #2                     | 6 episódios                                               |           |
| 1999      | Another World                 | Sean McKinnon                        | Episódio de 25/6                                          |           |
| Cinema    |                               |                                      |                                                           |           |
| 2016      | Late Bloomer                  | Charlie                              |                                                           |           |
| 2016      | Convergence                   | TBA                                  |                                                           |           |
| 2016      | Mothers Day                   | Kevin                                |                                                           |           |
| 2014      | Amira & Sam                   | Charlie                              | [ 19 ]                                                    |           |
| 2014      | Before I Disappear            | Gideon                               |                                                           |           |
| 2012      | The Baytown Outlaws           | Anthony Reese                        |                                                           |           |
| 2010      | Beneath the Blue              | Craig Morrison                       |                                                           |           |
| 2009      | Elsewhere                     | Billy                                |                                                           |           |
| 2008      | Killer Movie                  | Jake Tanner                          |                                                           |           |
| 2008      | The Russell Girl              | Evan Carroll                         | Telefilme                                                 |           |
| 2006      | Fallen                        | Aaron Corbett                        | Telefilme                                                 |           |
| 2006      | Peaceful Warrior              | Trevor                               |                                                           |           |
| 2006      | Lenexa, 1 Mile                | Rick Lausier                         |                                                           |           |
| 2006      | Cloud 9                       | Jackson Fargo                        |                                                           |           |
| 2005      | Roll Bounce                   | Troy                                 |                                                           |           |
| 2004      | The Last Run                  | Seth                                 |                                                           |           |
| 2003      | The Edge                      | Ele mesmo                            | Telefilme                                                 |           |
| 2002      | Young Arthur                  | Lancelote                            | Telefilme                                                 |           |
| 2002      | Minority Report               | Nathan com bicicleta                 | Sem crédito                                               |           |
| 2001      | Shot in the Heart             | Gary (idade 15–22)                   | Telefilme                                                 |           |

### Outros créditos
| Ano      | Título              | Notas                    |         |         |
| Direção  | Direção             | Direção                  | Direção | Direção |
| -------- | ------------------- | ------------------------ | ------- | ------- |
| 2017     | The Vampire Diaries | Temporada 8, Episódio 6  |         |         |
| 2016     | The Vampire Diaries | Temporada 7, Episódio 11 |         |         |
| 2015     | The Vampire Diaries | Temporada 6, Episódio 11 |         |         |
| 2014     | The Vampire Diaries | Temporada 5, Episódio 18 |         |         |
| 2017     | Shadowhunters       | Temporada 2, Episódio 16 |         |         |
| Produção |                     |                          |         |         |
| 2016     | Convergence         | Produtor                 |         |         |
| 2014     | Before I Disappear  | Produtor                 |         |         |
| 2010     | Norman              | Produtor Associado       |         |         |

## Prêmios e indicações
| Ano  | Prêmio                  | Categoria                                                | Trabalho indicado   | Resultado |
| ---- | ----------------------- | -------------------------------------------------------- | ------------------- | --------- |
| 2000 | YoungStar Award         | Melhor Jovem Ator em um Programa de TV Diurno            | Guiding Light       | Indicado  |
| 2010 | NewNowNext Awards       | Piscar da Fama: Ator                                     | Ele mesmo           | Indicado  |
| 2010 | Young Hollywood Awards  | Elenco para Assistir (com Ian Somerhalder e Nina Dobrev) | The Vampire Diaries | Venceu    |
| 2010 | Teen Choice Awards      | Estrela de TV em Ascensão: Masculino                     | The Vampire Diaries | Venceu    |
| 2010 | Teen Choice Awards      | Ator de TV: Fantasia/Ficção Científica                   | The Vampire Diaries | Venceu    |
| 2011 | Teen Choice Awards      | Ator de TV: Fantasia/Ficção Científica                   | The Vampire Diaries | Venceu    |
| 2011 | Teen Choice Awards      | Vampiro                                                  | The Vampire Diaries | Venceu    |
| 2012 | Teen Choice Awards      | Ator de TV: Fantasia/Ficção Científica                   | The Vampire Diaries | Venceu    |
| 2013 | Teen Choice Awards      | Ator de TV: Fantasia/Ficção Científica                   | The Vampire Diaries | Indicado  |
| 2013 | People's Choice Awards  | Ator Favorito de Drama TV                                | The Vampire Diaries | Indicado  |
| 2014 | Teen Choice Awards      | Ator de TV: Fantasia/Ficção Científica                   | The Vampire Diaries | Indicado  |
| 2014 | Teen Choice Awards      | TV: Vilão                                                | The Vampire Diaries | Indicado  |
| 2014 | Young Hollywood Awards  | Melhor Trio (com Ian Somerhalder e Nina Dobrev)          | The Vampire Diaries | Venceu    |
| 2014 | Northeast Film Festival | Melhor Ator Coadjuvante em um Longa-metragem             | Before I Disappear  | Indicado  |
| 2015 | People's Choice Awards  | Ator Favorito de Fantasia/Ficção Científica TV           | The Vampire Diaries | Indicado  |
| 2015 | Teen Choice Awards      | Ator de TV: Fantasia/Ficção Científica                   | The Vampire Diaries | Indicado  |
| 2015 | Teen Choice Awards      | TV: Beijo Apaixonado (com Candice Accola)                | The Vampire Diaries | Indicado  |